# Real Fábrica de Don Diego López

## Antecedentes
La actividad textil basada en la lana fue el motor económico de la ciudad de Béjar desde finales del siglo XIII. Las principales razones fueron el fácil acceso a la materia prima, por la propia cabaña ganadera, y por encontrarse en una zona próxima a acañdas de trashumancia, y la abundancia de agua, su buena calidad para el lavado  y la fuerza de la corriente, que permitía la instalación de máquinas hidráulicas  En un inicio comienza a desarrollarse en pequeños obradores ubicados dentro del casco urbano de la ciudad, desde ese momento hasta la actualidad no ha cesado dicha actividad en el municipio pese al declive que sufre actualmente (2018). 
La industria textil ha experimentado un crecimiento potenciado por diferentes agentes sociales en distintos momentos de si historia, en primer lugar el impulso dado por los duques desde el siglo XVI llegando a construir el tinte del duque por petición popular (edificio del que por desgracia solo se conservan algunas piezas de cantería) y por otro lado el auge surgido durante lo que consideraremos la Revolución Industrial en la ciudad, construyendo durante este periodo las grandes fábricas textiles en torno al río Cuerpo de Hombre para aprovechar la fuerza de sus aguas en la producción de energía y los procesos de fabricación.
Es el primer periodo, de influencia ducal el que nos interesa para el caso particular de la Real Fábrica. Durante estos siglos los Duques monopolizaban la actividad textil en la ciudad lo que provocaba una dependencia entre los fabricantes y la casa ducal.

## La Real Fábrica de Paños

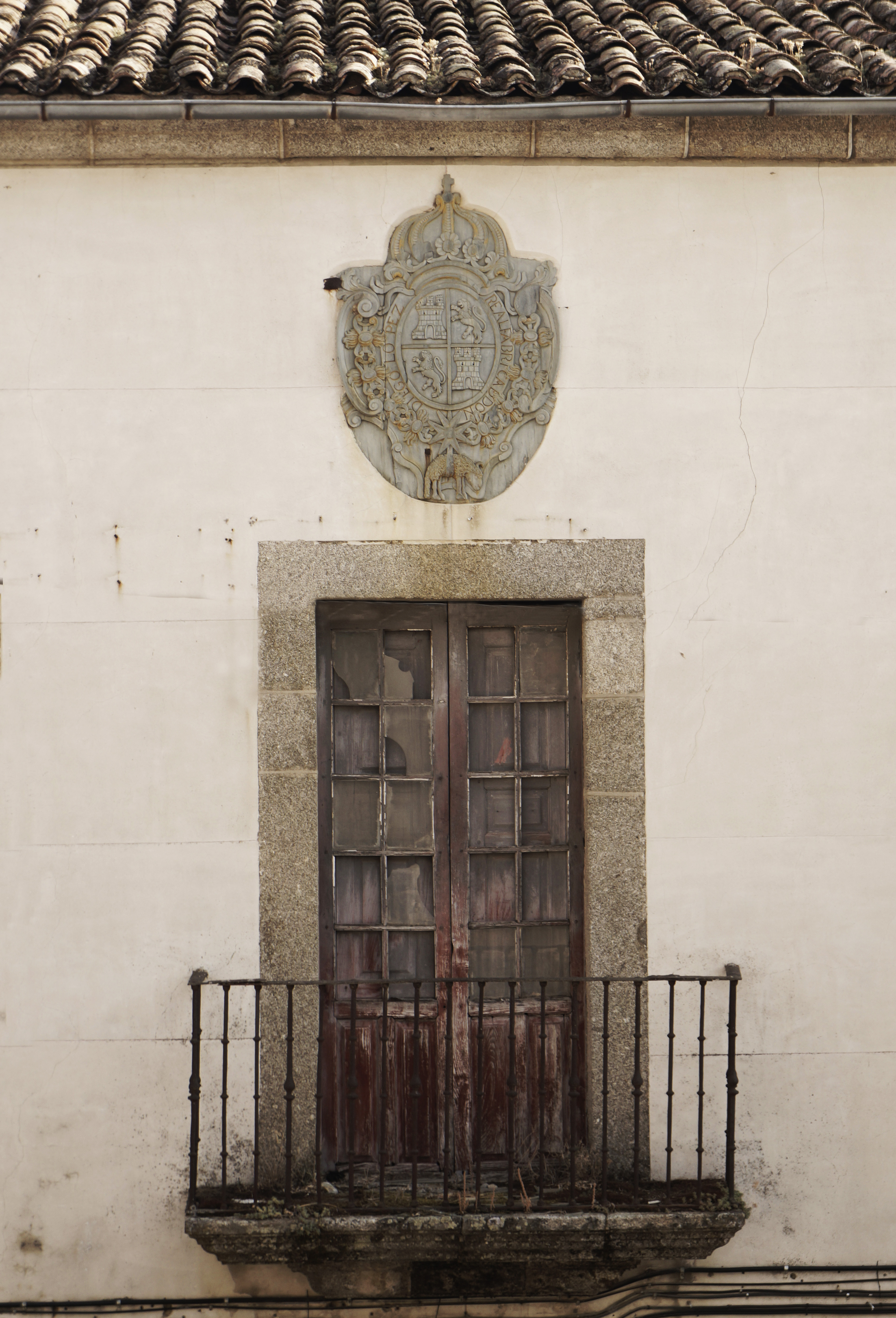
Toisón en la fachada de la Real Fábrica de Diego López colocado tras la concesión de privilegio concedido en 1782 por Carlos III de España para teñir paños

En el año 1782, el rey Carlos III concede por Real Cédula autorización  a Diego López para teñir paños en su fábrica, anulando el monopolio sobre el tiente que hasta entonces tenía el duque de Béjar.  En 1788, otra Real Cédula le autorizaría a colocar en la fachada el escudo real con la inscripción "Real Fábrica de Diego López".
Se uniría por tanto esta fábrica a las demás Manufactura reales que implantaron los Borbones en diferentes puntos del país, bien propias, bien concendiendo pribilegios como en este caso.

## Restos actuales

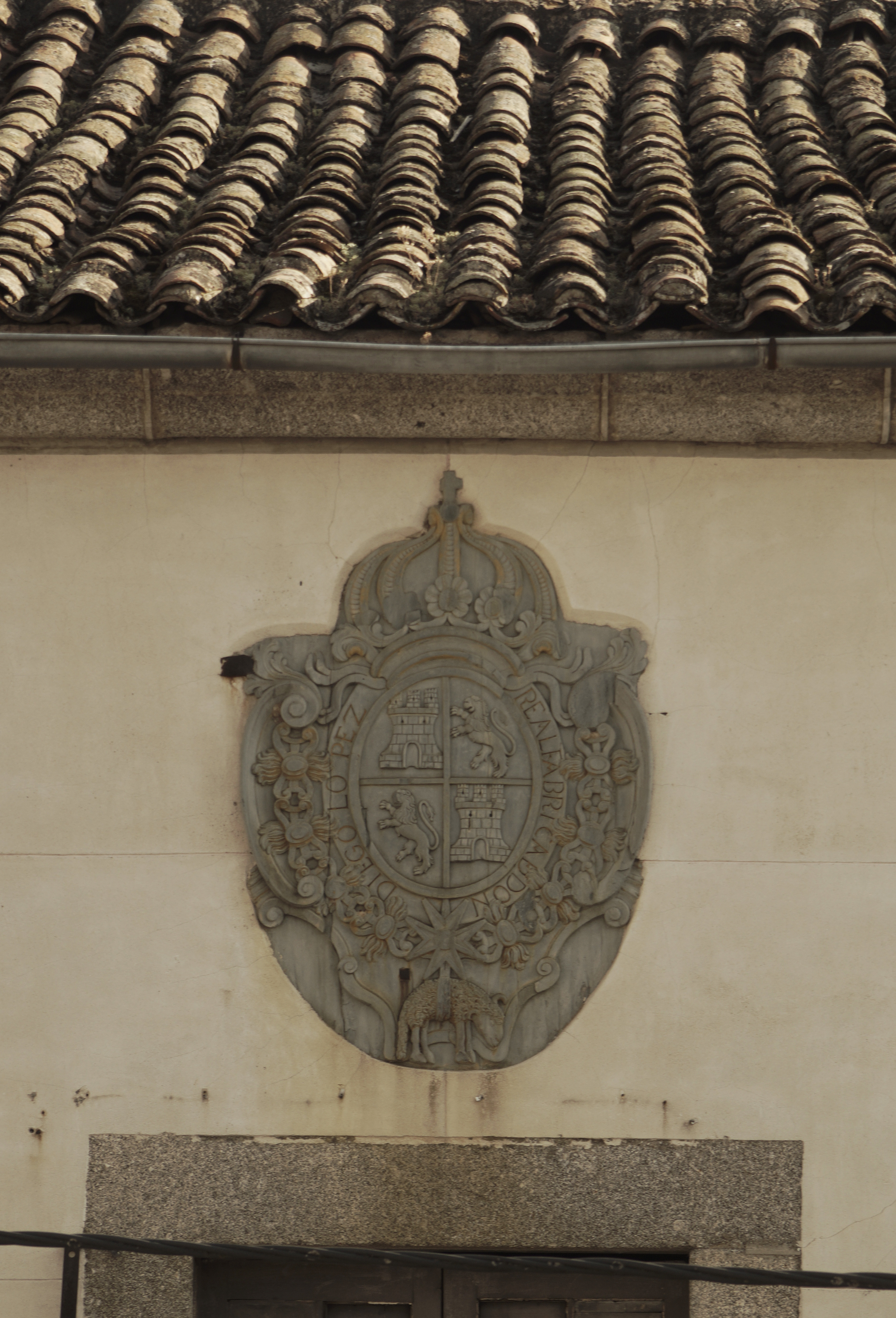
Detalle del escudo en el que se puede leer la inscripción Real Fábrica de Paños de Diego López

El edificio se ubica en el barrio de La Antigua, situado enfrente de la iglesia mayor de la ciudad: Santa María la Mayor. En su interior encontramos restos de una edificación previa, según los estudios actuales, se supone que se trata del antiguo palacio del obispo de Plasencia, donde se hospedaría en sus visitas a la ciudad, pues Béjar pertenece a dicho obispado. 
Junto a este claustro, la construcción surge de la ampliación y conversión de un almacén ubicado junto a la casa-obrador del empresario convirtiéndolo en fábrica. Se trata de un edificio de dos alturas con una zona más compartimentada dedicada a la vivíenda, y un espacio anexo con una planta más libre para el desarrollo de la actividad industrial.